# Кондаков, Борис Вадимович
Бори́с Вади́мович Кондако́в (род. 29 марта 1954, Молотов) — советский и российский литературовед, доктор филологических наук, заведующий кафедрой русской литературы, декан филологического факультета Пермского государственного национального исследовательского университета (с 1998 года). Лидер научного направления «Типологические закономерности и диалог культур в русской литературе XIX—XXI веков». Внук профессора Пермского государственного университета В. А. Кондакова, брат философа и культуролога И. В. Кондакова.

## Биография
В 1976 году окончил филологический факультет Пермского государственного университета; ученик профессора Р. В. Коминой. С того же года работает на кафедре русской литературы, где читает курсы истории русской литературы XI—XIX веков.
В 1979—1982 годах — аспирант кафедры теории литературы МГУ (научный руководитель — член-корреспондент АН СССР П. А. Николаев). В 1983 году защитил диссертацию на соискание учёной степени кандидата филологических наук («Образ читателя в системе художественного произведения»). С 1990 года — доцент кафедры русской литературы филологического факультета Пермского университета.
В 1993—1996 годах — докторант кафедры русской литературы и фольклора УрГУ (научный консультант — профессор Г. К. Щенников). Диссертацию на соискание учёной степени доктора филологических наук («Русский литературный процесс 1880-х гг.») защитил в 1997 году.
С 20 сентября 1997 года — заведующий кафедрой русской литературы, в 1998—2022 годах — декан филологического факультета Пермского университета. Руководитель Пермского регионального отделения Профессорского собрания (с 2017).
На пленарном заседании Всероссийской научной конференции, прошедшей в Пермском университете 6 апреля 2012 года, он прочитал доклад под провоцирующим названием «Конец филологии», в котором говорилось о том, что филология теряет своё прежнее значение и видоизменяется в своих функциях. Доклад, проходивший в переполненной аудитории, самой большой из аудиторий факультета, имел широкий резонанс, вызвал массу споров, критику со стороны более традиционно настроенной части факультета, а также поддержку и одобрение многих студентов и преподавателей.
С января 2023 года — руководитель Центра восточноазиатских исследований ПГНИУ.
Сын Антон (род. 1984) — предприниматель.

## Научная и общественная деятельность
Область научных интересов: теория литературы, история русской литературы второй половины XIX века, русская литература в контексте культуры.

### Участие в международных проектах
Организация взаимодействия по договорам о сотрудничестве в сфере образовательной и научной деятельности между Пермским государственным университетом и университетами в Китайской Народной Республике, Республике Словении, Республике Венгрии, Республике Македонии, Израиле, а также другими вузами (организация обучения иностранных студентов, подготовки выпусков совместных научных сборников и публикаций в журналах, разработка программ повышения квалификации преподавателей).
Чтение лекций в зарубежных университетах.

### Членство в учёных советах, других государственных и общественных ассоциациях
- Член Президиума Совета по филологии УМО по классическому университетскому образованию, с 2002 года — по настоящее время.[9].
- Заместитель председателя диссертационного совета Д 212.189.11 по защите докторских диссертаций при Пермском государственном университете, специальности 10.01.01 — Русская литература, 10.02.01 — Русский язык, 10.02.19 — Теория языка, с 2004 года — по настоящее время.
- Член-корреспондент Петровской академии наук и искусств, 2007 год.
- Член учёного совета Пермского областного (краевого) института повышения квалификации работников образования, 2000—2009 годы.
- Член учёного совета Пермского государственного университета, с 1998 года — по настоящее время.
- Председатель учёного совета филологического факультета Пермского государственного университета, с 1998 года — по настоящее время.

### Роль в развитии филологического факультета ПГУ
- Дальнейшее развитие филологического направления в Пермском университете;
- реформация, создание новых направлений («Журналистика», «Связи с общественностью и реклама», «Теоретическая и прикладная лингвистика», «Издательское дело», и пр.);
- создание новых учебных планов для бакалавриата, магистратуры, аспирантуры.

## Награды
- Лауреат премии Пермской области в сфере культуры и искусства за создание книги «Религия в истории и культуре» (1999).

## Основные работы
Среди публикаций Б. В. Кондакова — более ста научных статей, две монографии и два учебных пособия с грифом Министерства образования.

### Научные работы
- Кондаков Б. В. Рабочий фольклор в сельской местности: по материалам фольклорных экспедиций Пермского университета // Фольклор Урала. Фольклор в духовной культуре современного рабочего класса: сборник научных трудов. Свердловск, 1986.
- Кондаков Б. В. Художественный мир русской литературы 1880-х годов. Ч. I: Художественный мир литературного произведения. Пермь: Изд-во ПОИПКРО, 1996. 56 с. Ч. II: Анализ художественного произведения. Пермь: Изд-во ПОИПКРО, 1996. 92 с.
- Кондаков Б. В. Очерки истории русской культуры. Пермь: Изд-во ПОИПКРО, 1996. 86 с.
- Кондаков Б. В. Гуманитарное знание в школе: Осмысление проблем. Пермь, 1998. 161 с. (Новое содержание школьного образования: культурно-философские основания). (В соавт. с В. Н. Железняком, О. Л. Лейбовичем, С. А. Минеевой).
- Кондаков Б. В. Религия в истории и культуре: учебник для вузов / под ред. М. Г. Писманика. М.: Культура и спорт; ЮНИТИ, 1998. 430 с. (В соавт. с М. Г. Писмаником, А. В. Вертинским, С. П. Демьяненко, А. В. Жоховым; гриф Министерства образования).
- Кондаков Б. В. Религия в истории и культуре: учебник для студентов высших учебных заведений / под ред. проф. М. Г. Писманика. 2-е изд., перераб. и доп. М.: ЮНИТИ-ДАНА, 2000. 591 с. (В соавт. с М. Г. Писмаником, А. В. Вертинским, С. П. Демьяненко, А. В. Жоховым; гриф Министерства образования).
- Кондаков Б. В. «Застой» и типология историко-литературного процесса: (Некоторые закономерности развития русской литературы) // Проблемы типологии русской литературы XX в.: межвуз. сб. науч. тр. Пермь, 1991. С. 5—15.
- Кондаков Б. В., Кондаков И. В. Классика в свете современной интерпретации // Классика и современность / под ред. П. А. Николаева, В. Е. Хализева. М.: Изд-во Моск. ун-та, 1991. С. 20—48.
- Кондаков Б. В. Мифологемы русской литературы 1920-30-х годов // XX век. Литература. Стиль: Стилевые закономерности русской литературы XX века (1900—1930 гг.). Екатеринбург: Изд-во Урал. лицея, 1994. С. 24—35.
- Кондаков Б. В. Понятие «литературное направление» и русская литература XIX—XX вв. // Вестник Перм. ун-та. 1996. Вып. 1. Литературоведение. Пермь, С. 7—19.
- Кондаков Б. В. «Стилевой переход» в русской литературе рубежа XIX—XX веков (творчество В. В. Розанова) // XX век. Литература. Стиль: Стилевые закономерности русской литературы XX века (1900—1930 гг.) / отв. ред. В. В. Эйдинова. Екатеринбург: Изд-во УрГУ, 1996. Вып. II С. 18—26.
- Кондаков Б. В. «Мир культуры» в русской литературе конца XIX века // Вестник ЧелГУ. Сер. 2. Филология. 1997. № 1 (5). С. 67—76.
- Кондаков Б. В. Храм в русской литературе XIX в. (постановка проблемы) // Филологические заметки: сб. ст. / под ред. М. П. Котюровой и И. Н. Щукиной. Пермь, 2002. С. 235—243.
- Кондаков Б. В. Поэтика // Стилистический энциклопедический словарь русского языка / под ред. М. Н. Кожиной; чл. редкол.: Е. А. Баженова, М. П. Котюрова, А. П. Сковородников. М.: Флинта; Наука, 2003. С. 292—296.
- Кондаков Б. В. Духовни извори на руската култура // Спектар. 2005. № 45—46. Скопjе, 2005. С. 103—114.
- Кондаков Б. В., Овчинникова И. Г. Информационно-коммуникационная компетентность студентов филологического факультета в свете теории коммуникации посредством электронных сетей // Вестник Перм. ун-та. 2007. Вып. 10 (15). Сер. Информационные системы и технологии. 2007. С. 28—35.
- Ремнёва М. Л., Гудков В. П., Ковтун Е. Н., Александрова О. В., Кондаков Б. В. и др. Федеральный государственный образовательный стандарт высшего профессионального образования по направлению подготовки 031000 «Филология» (уровни подготовки: бакалавр, магистр, магистр по профессии) // Инновационные подходы к проектированию Федерального государственного образовательного стандарта и примерных основных образовательных программ по направлению подготовки высшего профессионального образования «Филология» / сост. и общ. ред. проф. Е. Н. Ковтун. М.: Изд-во МГУ, 2007. С. 72—136.
- Ремнёва М. Л., Гудков В. П., Ковтун Е. Н., Александрова О. В., Кондаков Б. В. и др. Примерная образовательная программа по направлению 031000 «Филология», квалификация выпускника — бакалавр филологии // Инновационные подходы к проектированию Федерального государственного образовательного стандарта и примерных основных образовательных программ по направлению подготовки высшего профессионального образования «Филология» / сост. и общ. ред. проф. Е. Н. Ковтун. М.: Изд-во МГУ, 2007. С. 137—153.
- Культура воспитания ребёнка: философское осмысление педагогической деятельности. Хрестоматия / Подг. текста, вступ. ст. Б. В. Кондакова, коммент. Б. В. Кондакова, Т. Д. Попковой. Пермь: ПГУ, 2009. 188 с.

### Беллетристика и журналистика
- Баженова Е. А., Кондаков Б. В. Русская неделя на острове свободы // Образование на русском. Проект Института русского языка имени А. С. Пушкина.